# Unlimited Love
Unlimited Love je dvanácté studiové album kalifornské funk-rockové kapely Red Hot Chili Peppers, které vyšlo 1. dubna 2022. Společně s novým albem bylo oznámeno i turné 2022 Global Stadium Tour. První z alba vyšel singl „Black Summer“.

## Pozadí nahrávání alba
V roce 2019 se do kapely vrátil John Frusciante, který ji v roce 2009 opustil a po 10 letech se do ní znovu vstoupil. Nahradil tak Joshe Klinghoffera, který původně sloužil jako "náhrada" právě za Johna Fruscianta. Josh Klinghoffer k tomu řekl: „It's absolutely John's place to be in that band... I'm happy that he's back with them.“ („V této kapele je to rozhodně místo Johna... Jsem rád že je tu s nimi zpět.“). Na albu skupina spolupracovala s producentem Rickem Rubinem, který s ní již na některých úspěšných albech spolupracoval – od alba Blood Sugar Sex Magik (1991) až po I'm with You (2011). Rick Rubin zmínil, že návrat Johna Fruscianta ho dovedl k pláči – „It was so thrilling to see that group of people back together because they made such great music for so long and it really hit me in an emotional way.“ („Bylo to skvělý vidět zpět tuto skupinu lidí pospolu, protože spolu takovou dobu dělali skvělou hudbu a opravdu mě to dojalo.“).

## Seznam skladeb
| 1.  | "Black Summer"                                           | 3:52 |
| 2.  | "Here Ever After"                                        | 3:50 |
| 3.  | "Aquatic Mouth Dance"                                    | 4:20 |
| 4.  | "Not the One"                                            | 4:26 |
| 5.  | "Poster Child"                                           | 5:16 |
| 6.  | "The Great Apes"                                         | 5:03 |
| 7.  | "It's Only Natural"                                      | 5:34 |
| 8.  | "She's a Lover"                                          | 3:41 |
| 9.  | "These Are the Ways"                                     | 3:56 |
| 10. | "Whatchu Thinkin'"                                       | 3:40 |
| 11. | "Bastards of Light"                                      | 3:38 |
| 12. | "White Braids & Pillow Chair"                            | 3:40 |
| 13. | "One Way Traffic"                                        | 4:10 |
| 14. | "Veronica"                                               | 4:28 |
| 15. | "Let 'Em Cry"                                            | 4:23 |
| 16. | "The Heavy Wing"                                         | 5:31 |
| 17. | "Tangelo"                                                | 3:27 |
| 18. | "Nerve Flip" (bonusová skladba na japonském vydání alba) | 3:06 |